# Конкретное
Конкретное — философский термин, обозначающий содержательное богатство понятия, отделяющее или делающее объект изучения уникальным на фоне остальных. Понятие конкретно, если оно содержит большое количество признаков. Конкретными, в частности, являются частное и единичное понятие (последнее предполагает пространственно-временно́е положение). Конкретный объект — единичный объект с ясно определёнными признаками.